# فيلما بانكي
فيلما بانكي (بالإنجليزية: Vilma Bánky) (9 يناير 1901 - 18 مارس 1991) ممثلة سينمائية أمريكية مجرية في عصر السينما الصامتة.

## روابط خارجية
- مقالات تستعمل روابط فنية بلا صلة مع ويكي بيانات
- Vilma Bánky: Hungarian Rhapsody
- Information on Vilma Bánky (in Hungarian)
- Photographs of Vilma Bánky
- Vilma Bánky profile at NYPL Gallery[وصلة مكسورة]
- فيلما بانكي على موقع فايند أغريف